# Histoire de l’Azerbaïdjan pendant la Seconde Guerre mondiale

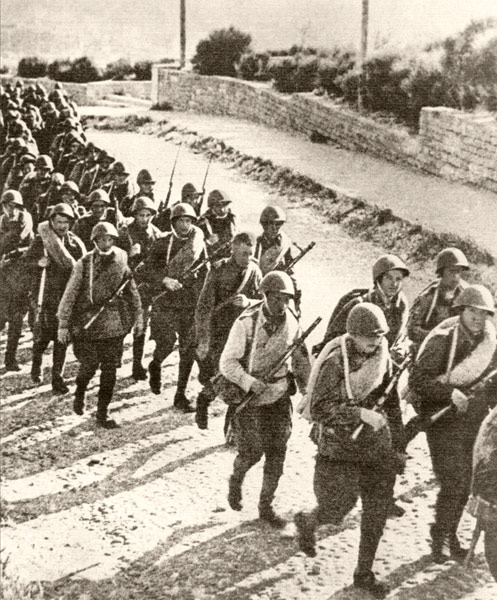
Bataillon envoyé au front sur la route de la gare de Biləcəri en 1942.

La République socialiste soviétique d'Azerbaïdjan entre dans la Seconde Guerre mondiale après l'invasion allemande de l'Union soviétique le 22 juin 1941. Les champs pétrolifères azerbaïdjanais attiraient les Allemands en raison de la forte dépendance de l'URSS vis-à-vis du pétrole du Caucase – préparant le terrain pour les campagnes allemandes tentant de capturer et de s'emparer des champs pétrolifères de Bakou pendant la bataille du Caucase. Le pétrole azerbaïdjanais s'avéra être une ressource décisive pour la victoire soviétique. Plus de 600 000 hommes de l'Azerbaïdjan seront enrôlées dans l'Armée rouge des travailleurs et des paysans pendant la Seconde Guerre mondiale de 1941 à 1945.

## Entre-deux-guerres

### OpérationPike
L'opération Pike est un plan développé par le Royaume-Uni et la France pour bombarder la ville de Bakou en Azerbaïdjan afin d'éliminer une source majeure de pétrole allemand. L'un des accords du pacte de non-agression germano-soviétique, ou plus communément appelé pacte Molotov-Ribbentrop, est la livraison de 900 000 tonnes de pétrole soviétique aux Allemands avec des augmentations progressives au fil du temps. L'approvisionnement soviétique en pétrole aux Allemands conduit la propagande Alliés à présenter l'Union soviétique comme un allié de l'Allemagne. L'armée allemande mécanisée avait besoin d'énormes quantités de combustibles fossiles pour se maintenir et celle-ci serait en déficit sans le pétrole soviétique, en particulier azerbaïdjanais. Les Alliés espéraient priver l'armée allemande de ressources, stoppant l'axe Blitzkrieg vers la France. Bakou fournissait à l'Union soviétique 80 % de son pétrole : les bombardements auraient gravement affaibli l'Armée rouge, l'obligeant peut-être même à succomber aux Allemands lors de l'invasion nazie de la Russie.
L'opération Pike sera annulée en raison de la chute rapide de la France aux mains des Allemands et de la menace d'une alliance germano-soviétique.

## Campagnes militaires

### Bataille du Caucase

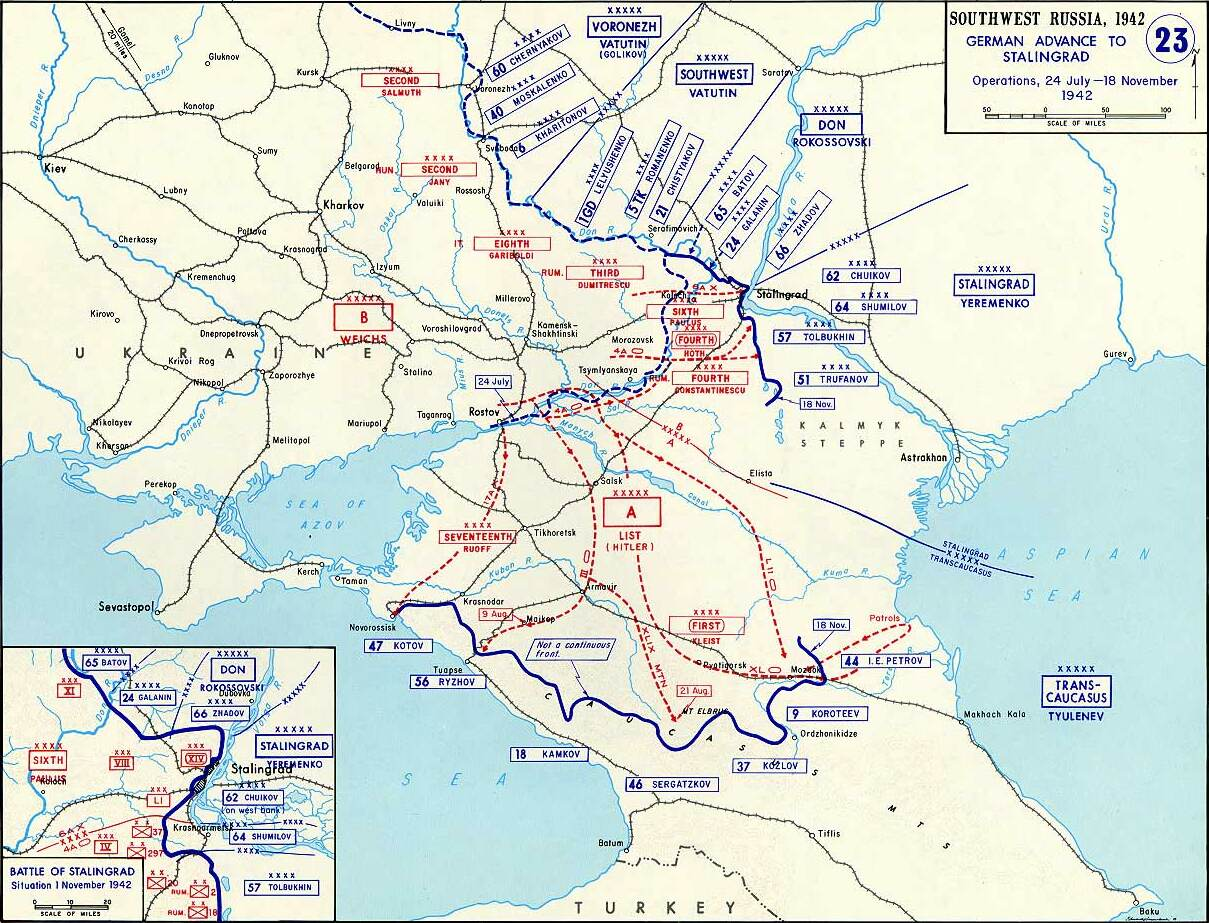
Attaque allemande : juin-novembre 1942.

Au moment de l'invasion allemande, Bakou et le Caucase du Nord sont les principales sources de pétrole pour l'ensemble de l'URSS. L'Union soviétique s'est également fortement appuyée sur la région du Caucase pour son grain, notamment après la chute de l'Ukraine. La région possédait également d'importantes réserves de matières premières stratégiques telles que le minerai de tungstène et de molybdène. La perte du Caucase aurait été dévastatrice pour l'URSS : non seulement elle perdrait une quantité substantielle de la production pétrolière, qui alimentait l'Armée rouge, mais elle perdrait également une source précieuse de métaux précieux et la récolte de céréales de plus en plus vitale. Ces raisons ont toutes contribué à expliquer pourquoi Hitler avait l'intention de prendre le Caucase dans une série de campagnes. Les armées allemandes ayant reçu l'ordre de capturer le pétrole azerbaïdjanais ont été identifiées par la lettre « A ».
Les armées allemandes dans la région du Caucase ont reçu l'ordre d'encercler et de détruire le front du Sud, la zone autour du fleuve Don, et de s'emparer de la ville de Rostov-sur-le-Don. Après la capture de la ville, le Caucase du Nord serait théoriquement ouvert à une invasion allemande. Les Allemands avaient l'intention de contourner le Grand Caucase avec une armée du Sud, de capturer des villes clés telles que Novorossiïsk et Touapsé, et, avec un autre groupe de l'Est, de capturer simultanément les régions riches en pétrole de Grozny et de Bakou. Les Allemands voulaient également surmonter la crête de séparation dans la partie centrale des montagnes du Caucase afin de permettre une entrée en Géorgie soviétique en utilisant une manœuvre de contournement.

### OpérationEdelweiss
En 1942, sur le front de l'Est, l'armée allemande s'approche du Caucase du Sud. Hitler était impatient de s'emparer de l'Azerbaïdjan, cherchant du pétrole pour renforcer l'armée allemande et affaiblir l'Union soviétique – dont l'économie reposait fortement sur le pétrole et les combustibles fossiles. L'opération Edelweiss devait commencer le 26 septembre 1942. Pour protéger les champs pétrolifères azerbaïdjanais, Joseph Staline organise le front du Nord-Caucase le long de la route d'avance allemande dans le sud du Caucase. À la fin de 1942, le Front réorganisé s’avéra être systématiquement un obstacle de taille pour les forces de l'Axe. Les divisions de l'Axe, composées de troupes allemandes et roumaines, subissent de lourdes pertes avant de pouvoir atteindre les contreforts du fleuve Terek et des montagnes du Caucase. Tout au long de la campagne de 1942, les troupes allemandes et soviétiques mettre en place de petites offensives indécises les unes contre les autres. Finalement, l'Axe est contraint de détourner des divisions du front du Caucase pour aider les Allemands lors de la bataille de Stalingrad. Les soviétiques en profite pour lancer une offensive qui permet de chasser les forces restantes de l'Axe hors de la région du Caucase, battant efficacement la campagne de l'Axe du Caucase. Le groupe d'armées A perdra environ 100 000 soldats dans l'opération. Les pertes soviétiques sur le front du Caucase en 1942 s’élèvent à environ 140 000, ajoutées à 170 000 malades et blessés.

### Invasion anglo-soviétique de l'Iran
Du 25 août au 17 septembre 1941, la Grande-Bretagne et l'Union soviétique mènent une invasion conjointe de l'Iran. Cette invasion est destinée à sécuriser et à défendre les lignes de ravitaillement alliées à travers la région ainsi qu'à renverser le roi de Perse, le Chah Rezā Shāh, soupçonné de sympathiser avec l'Axe. Rezā Shāh refuse de déployer des troupes britanniques et soviétiques à leur demande, violant l'accord entre les Soviétiques et les Iraniens en 1921. Selon l'accord, l'URSS avait le droit de déployer ses troupes sur le territoire iranien en cas de menaces contre ses frontières méridionales.
Les forces soviétiques envahissent l'Iran depuis l'Azerbaïdjan à l'ouest et les Turkmènes à l'est. Ils occupent les provinces iraniennes du nord de l'Azerbaïdjan et du Golestan. Les Britanniques envahissent leur colonie du Moyen-Orient de la Jordanie et occupent les provinces occidentales de Kermanshah, Ilam et Khuzestan. Après l'échec des négociations entre les forces alliées et le roi Rezā Shāh, l'Armée rouge marche sur Téhéran le 17 septembre. Après la capitulation de Téhéran, la Perse capitule et les Britanniques et les Soviétiques acceptent d'occuper le pays jusqu'à la fin de la guerre. Les forces alliées déposent le vieil empereur et installent sur le trône son fils cadet, Mohammad Reza Pahlavi. Les dernières troupes soviétiques sont retirées d'Iran en 1946.

## Route trans-iranienne de prêt-bail

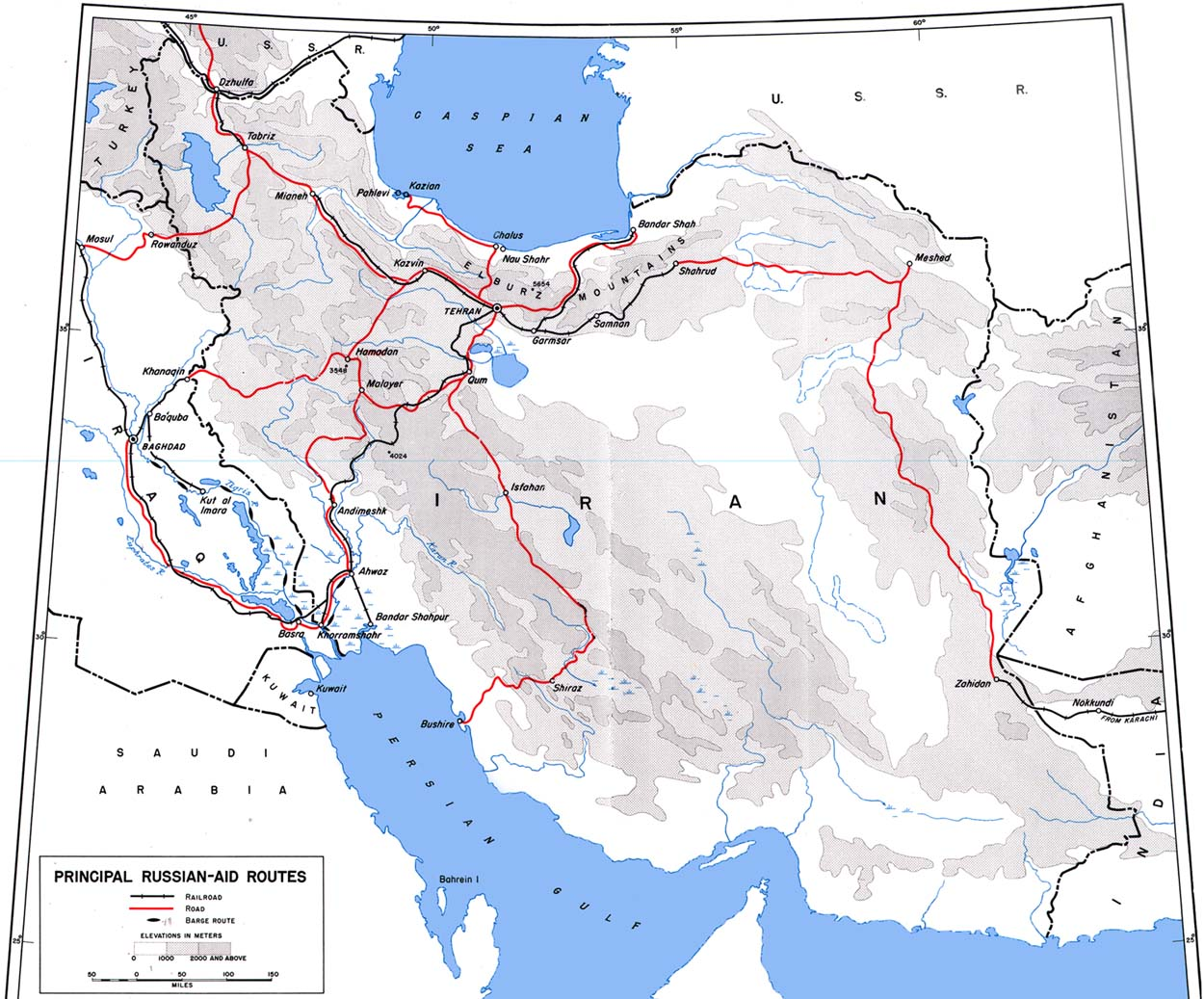
Carte du parcours.

La route trans-iranienne de prêt-bail est la voie utilisée pour acheminer les approvisionnements américains et britanniques du golfe Persique à travers la Perse et dans l'Union soviétique via l'Azerbaïdjan. Le prêt-bail entre les alliés et l'Iran est mis en œuvre par le sympathisant des alliés Mohammad Reza Pahlavi après le renversement du régime de son père lors de l'invasion anglo-soviétique de l'Iran. Le transport réussi des fournitures alliées à travers l'Iran et le Caucase vers l'Union soviétique joua un rôle déterminant dans la défense de la Russie contre les Allemands.

## Population de la RSS d'Azerbaïdjan au combat et sur les fronts intérieurs

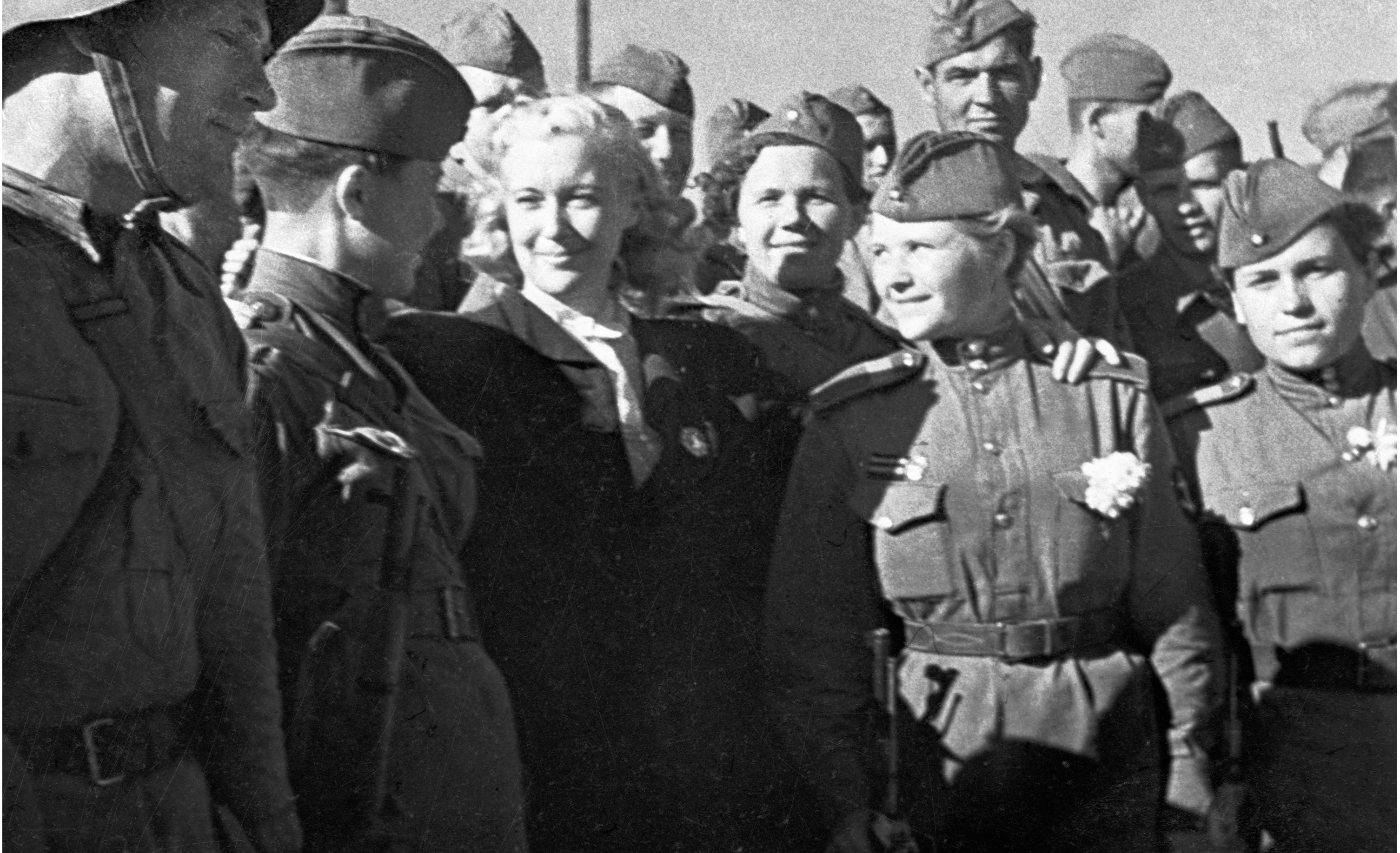
Lyubov Orlova envoie des soldats à la gare de Balajary (Bakou).

681 000 soldats sont enrôlés sur les lignes de front depuis la RSS d'Azerbaïdjan. Sur les 681 000 soldats, environ 300 000 soldats azerbaïdjanais sont tués au combat. 15 000 travailleurs médicaux sont déployés sur le front de l'Est, ainsi que 3 750 opérateurs de véhicules motorisés. Les femmes azerbaïdjanaises ont également participé à la lutte contre l'Axe, certaines femmes notables incluent la partisane Aliya Rustambeyova, le tireur d'élite Ziba Ganiyeva, l'artilleur Almaz Ibrahimova, et le capitaine Shovkat Salimova.
Les troupes azerbaïdjanaises ont joué un rôle important dans la défense de la forteresse de Brest, le siège de Leningrad, la bataille de Moscou, la bataille de Stalingrad, la bataille de Koursk et la bataille de Berlin. Ces troupes étaient stationnées dans la péninsule de Crimée de l'Ukraine, ainsi qu'en Europe de l'Est et dans les pays baltes.
L'Azerbaïdjan a joué un rôle majeur dans la bataille du Caucase avec des civils azerbaïdjanais offrant une résistance à l'avance allemande.

### Unités militaires nationales de l'Armée rouge
Les unités militaires suivantes ont été créées sur le territoire de la RSS d'Azerbaïdjan :
- 87 bataillons
- 1 123 escouades d'autodéfense

Les divisions suivantes ont été créées sur le territoire de la RSS d'Azerbaïdjan:
- 77e division de fusiliers
- 223e division de fusiliers
- 396e division de fusiliers
- 402e division de fusiliers
- 416e division de fusiliers

Autres unités et formations militaires dans lesquelles un nombre important de citoyens azerbaïdjanais ont servi:
- 76e division de fusiliers de montagne nommée d'après K. E. Voroshilov (plus tard la 51e division de fusiliers de la Garde de Taganrog)
- 227e division de fusiliers

### Récipiendaires azerbaïdjanais du titre Héros de l'Union soviétique
Au total, 128 résidents de l'Azerbaïdjan ont reçu le titre de héros de l'Union soviétique pour leur valeur militaire et leurs exploits au cours de la Seconde Guerre mondiale, dont 42 appartenaient à l'ethnie azerbaïdjanaise ; 14 des titres ont été décernés à titre posthume. Le lieutenant Israfil Mammadov fut le premier azerbaïdjanais à recevoir le titre de héros de l'Union soviétique. Le général de division Həzi Aslanov reçut le titre à deux reprises.

### Détachements et groupes partisans dans les pays d'Europe occidentale et orientale
| Nom                                                           | Pays/République    | Commandant         |
| ------------------------------------------------------------- | ------------------ | ------------------ |
| Détachement partisan azerbaïdjanais                           | France             | Huseynrza Mammadov |
| Détachement partisan azerbaïdjanais — « Ruska Cheta »,        | Italie             | Javad Hakimli      |
| 8e détachement partisan azerbaïdjanais — « Krasniy Partizan » | RSSA de Crimée     | Mammad Aliev       |
| Raid Party du Détachement partisan « Pravda »                 | RSS de Biélorussie | Mammad Aliev       |

### Guérillas dans les rangs de la résistance en Europe occidentale et orientale
| Guérilla                   | Pays/République    |
| -------------------------- | ------------------ |
| Nouru Abdullayev           | France             |
| Hassan Aliev               | France             |
| Mazaïm Aliev               | Italie             |
| Mammad Samad oglu Baghirov | Pologne            |
| Vali Valiyev               | France             |
| Mikayil Huseynov           | France             |
| Mehdi Huseynzade           | Yougoslavie Italie |
| Khanchoban Jafarov         | Italie             |
| Pacha Jafarkhanli          | France             |
| Ahmadiyya Jabrayilov       | France             |
| Feyzulla Gourbanov         | France             |
| Huseynrza Mammadov         | France             |
| Gurban Mammadov            | France             |
| Mirzakhan Mammadov         | France             |
| Mammad Mammadov            | Pays-Bas           |
| Mirzali Mammadli           | France             |
| Norush Mehdiyev            | France             |
| Jalil Rafiyav              | Italie             |
| Ali Taghiyev               | Yougoslavie Italie |
| Javad Hakimli              | Yougoslavie Italie |
| Mirza Chahverdiyev         | Italie             |
| Mashi Eylazov              | Pologne            |

### Flottille de la Caspienne
La flottille de la Caspienne a joué un rôle déterminant dans le chiffre d'affaires du fret jusqu'à la Seconde Guerre mondiale. Environ un tiers de toutes les marchandises transportées dans les mers de l'URSS ont été livrés le long de la mer Caspienne via la flottille. Parmi les diverses raisons à cela figure la proximité des gisements de pétrole, des raffineries de pétrole et des entrepôts de coton. Le transport du bois et du pain vers le Caucase et l'Asie centrale, qui ont été livrés par la mer Caspienne via la Volga et l'Oural, a également influencé le niveau élevé de rotation des marchandises. Le pétrole et les produits pétroliers, qui étaient principalement transportés de Bakou à Astrakhan pour être ensuite transportés vers d'autres régions de l'URSS via la Volga, étaient les principaux biens déterminant l'importance de la mer Caspienne. Le territoire de l'Azerbaïdjan, principalement le point Bakou-Baladjary, situé à la jonction des routes ferroviaires et maritimes, était le maillon important sur la route ferroviaire du Caucase du Sud.
Le pétrole de Bakou est transporté dans toutes les régions de l'URSS, et le port de Bakou s'est distingué pour une intensité élevée de la manutention des marchandises et des capacités de passage. Le transport de pétrole vers la Volga était la principale utilisation du port.

### Armée de défense aérienne de Bakou
L' armée de défense aérienne de Bakou est créée par résolution du Comité de la défense de l'État le 5 avril 1942. Son administration est créée sur la base de l'administration réformée du 3e corps de défense aérienne. Initialement, il faisait partie de la zone de défense aérienne transcaucasienne. En avril 1944, il fait partie du Front de défense aérienne transcaucasien. Entre mai et octobre 1942, pendant la période des sorties des avions de reconnaissance allemands au-dessus de la zone de responsabilité de l'armée, l'armée comprenait les unités suivantes :
- 8e corps anti-aérien de défense anti-aérienne (6 régiments d'avions destructeurs),
- 7e régiments d'artillerie antiaérienne,
- 1er régiment de mitrailleuses antiaériennes,
- 1er régiment de projecteurs,
- Un régiment d'obstacle aérostatique,
- Un régiment de troupes d'observation aérienne, d'alerte et de liaison (VNOS),
- D'autres unités.

Les commandants de l'armée sont :
- P. M. Beskrovnov, général-major d'artillerie (avril 1942 – février 1945)
- N. V. Markov, lieutenant général d'artillerie (février 1945 – jusqu'à la fin de la guerre).

## Économie de l'Azerbaïdjan pendant la guerre

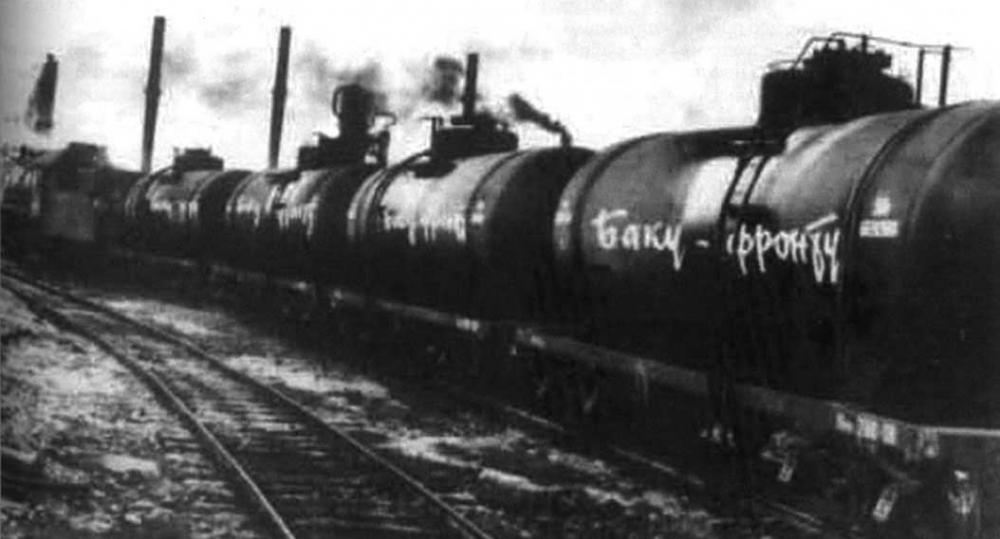
Wagons-citernes à Bakou en route vers le front (1942).

Avant la Seconde Guerre mondiale, l'Azerbaïdjan soviétique est l'un des plus grands producteurs mondiaux de pétrole, de produits pétroliers et d'équipements pétroliers, contribuant énormément à ce que l'Union soviétique se classe à côté des États-Unis et du Canada dans la production de pétrole. Malgré les actions militaires en cours, Bakou reste le principal fournisseur de carburants et de lubrifiants, envoyant 23,5 millions de tonnes de pétrole au cours de la seule première année de la guerre. Au total, 75 millions de tonnes de pétrole sont transportées pour les besoins militaires tout au long de la Seconde Guerre mondiale. Vasiliy Istratov, ancien ambassadeur de Russie en Azerbaïdjan écrit:

« Il n'y aurait pas de victoire pendant la Seconde Guerre mondiale sans les ressources naturelles de l'Azerbaïdjan. »

Labeur sous le « Tout pour l'avant ! Tout pour la victoire ! », les pétroliers azerbaïdjanais ont reçu une bannière de défi rouge du Comité de défense de l'État, du Conseil central des syndicats professionnels et du Commissariat national de l'industrie pétrolière de l'URSS, ce qui est révélateur d'un niveau élevé de travail dans la région.
Nikolai Baibakov, un citoyen de Bakou, était responsable d'un quartier général spécial coordonnant l'approvisionnement des unités militaires en carburant. En 1942, il devient membre du Comité de défense de l'État pour la destruction de puits de pétrole et d'entreprises pétrolières dans le Caucase. Il utilise la tactique de la terre brûlée : au moment de l'approche de l'ennemi, tout le matériel de valeur est démoli et renvoyé à l'est du pays ; les puits dépouillés sont immédiatement détruits, mais ceux avec une productivité importante seront continuellement utilisés et seront détruits que dans la certitude de leur saisie par les ennemis. En conséquence, les Allemands ne purent utiliser les ressources des champs pétrolifères de Krasnodar. Plus tard, Baibakov devient un représentant du Comité de défense de l'État dans la relocalisation des pétroliers et de l'équipement des régions du Caucase vers l'Est. En 1941, le Comité de défense de l'État décide de relocaliser une partie des entreprises pétrolières de Bakou, d'évacuer les résidents et de réorganiser les flux de transport. Selon Baibakov, « une grande réinstallation des pétroliers de Bakou est en train de se produire ». Plus de 10 000 personnes sont envoyées à Krasnovodsk avec leurs familles et leur équipement pétrolier sur des bateaux à vapeur et des pétroliers, puis transportées par train vers des régions inhabitées.
Du matériel, des spécialistes et leurs familles sont envoyés dans les districts du « deuxième Bakou » (Oblast de Bashkortostan, Samara et Perm) pour y créer de nouvelles entreprises et usines pétrolières. Ainsi, l'usine Krasniy Proletariy de l'industrie pétrolière de Bakou est transférée à Sterlitamak, l'usine Myasnikov à Perm, l'usine Dzerjinski à Sarapul, et l'usine d'ingénierie d'État Staline de l'Union à Ishimbay. À l'automne, la fiducie Azneftrazvedka est transférée dans la région de la Volga et A. F. Rustambeyov, un important pétrolier azerbaïdjanais, s'engage dans l'organisation de son activité dans le nouveau lieu.

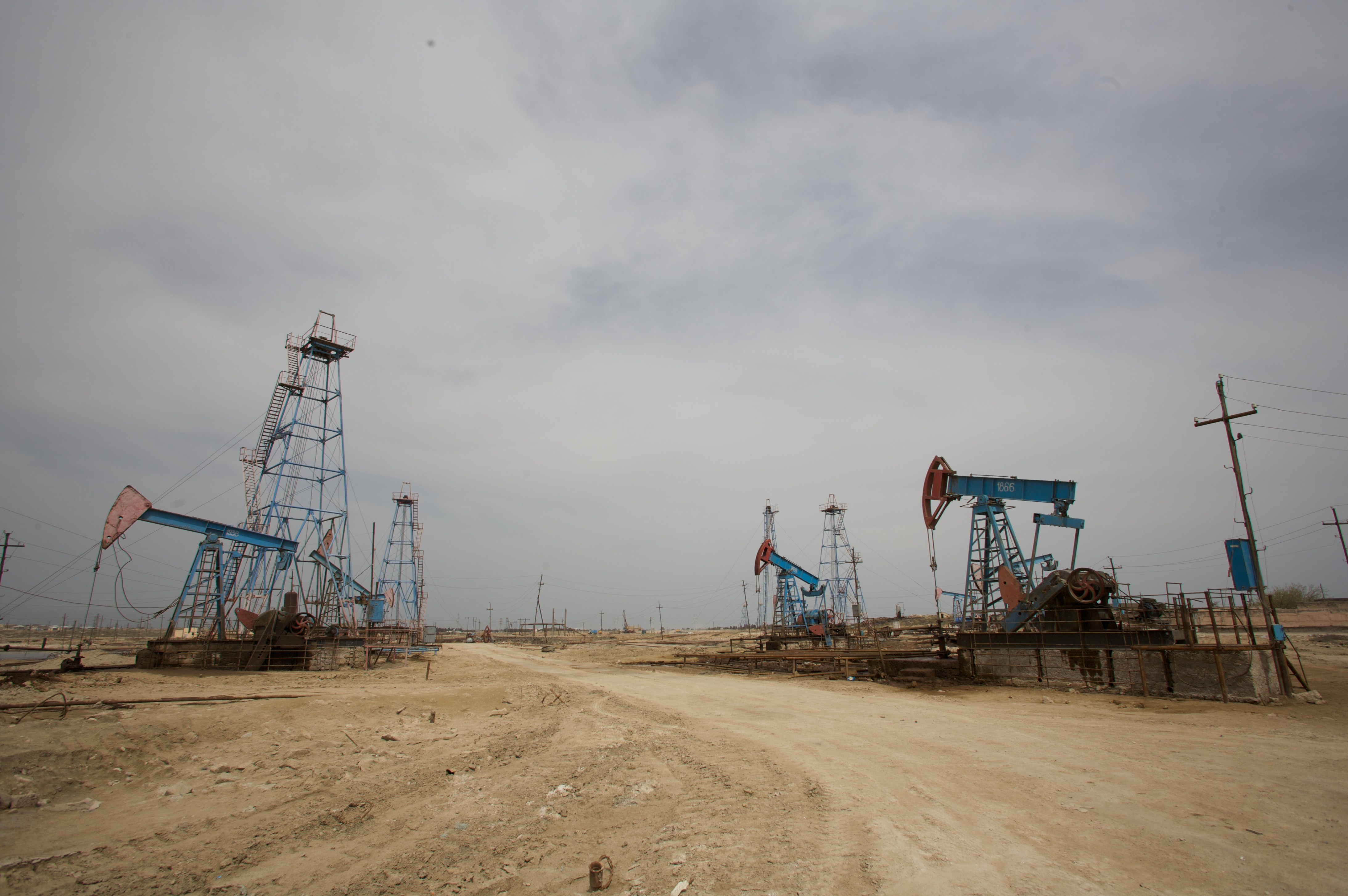
Champs pétroliers modernes de l'Azerbaïdjan

En 1942, sur ordre du Comité de défense de l'État, le raffinage du pétrole à Bakou devait être arrêté pour produire divers types d'autres produits, afin d'orienter les objectifs de la région vers la fourniture d'avions avec de l'essence ultime. 13 millions des 17 millions de produits pétroliers produits ont été produits en Azerbaïdjan. Environ 85 % de l'essence d'aviation était produite en Azerbaïdjan. 1 million de tonnes d'essence à indice d'octane élevé B-78 ont été livrées au front. Des gares terminales, situées sur les rives de la mer Caspienne et de la Volga, et d'autres grands agrégats de population, et qui jouxtaient les voies ferrées, ont été créées. Le transport du pétrole et des produits pétroliers de Bakou vers les dépôts de stockage de pétrole et vers les raffineries de pétrole de diverses régions du pays a été réalisé par voie maritime puis par voie ferrée.
En juillet 1942, la navigation dans la Volga est interrompue en raison de l'entrée des troupes allemandes à Volgograd. Les principales voies ferrées par lesquelles le pétrole et les produits pétroliers sont acheminés de Bakou vers le front sont bloquées par les troupes allemandes, désormais aux portes du Caucase, Bakou elle-même étant sous la menace d'une capture. La route directe pour le transport du pétrole étant bloquée, un nouveau moyen de transport des produits pétroliers vers Stalingrad doit être trouvé. Il est décidé d'envoyer les produits pétroliers par Krasnovodsk, puis par les chemins de fer d'Asie centrale et du Kazakhstan jusqu'à Stalingrad. Cependant, ils ne disposent pas assez de wagons-citernes dans les chemins de fer d'Asie centrale pour le transport du pétrole, l'administration de Bakou du secteur décide alors d'envoyer des citernes de produits pétroliers à flot par remorqueurs à Krasnovodsk le long de la mer Caspienne, puis jusqu'à une ligne de chemin de fer.
En septembre 1942, une situation militaire est annoncée dans le Caucase du Sud et la situation à Bakou devient critique. Seulement 1,6 million de tonnes de pétrole sont envoyées au lieu des 6 millions de tonnes stockées jusqu'à la fin de la navigation. Des puits de pétrole spéciaux, dans lesquels sont pompés des centaines de milliers de tonnes de pétrole recouvert, sont alloués. « Neftchala » était le seul trust qui produisait du pétrole en automne. Comme l'écrit N. K. Baibakov:

« De plus, le véritable héroïsme est atteint également grâce au dévouement du peuple azerbaïdjanais, qui travailla toute la journée dans la production de pétrole. Quatre avions, chars et camions soviétiques utilisés pendant la Seconde Guerre mondiale ont été produits à Bakou. La machine militaire de l'Union soviétique a été mise en mouvement pour 75 à 80% grâce au travail valeureux des citoyens de Bakou. Le destin de la guerre dépendait d'eux à bien des égards. Étant une ville hors ligne de front, la capitale de l'Azerbaïdjan était connectée toutes les heures avec des unités actives de l'Armée rouge avec ses artères pétrolières, en tant que partie de première ligne de ses fronts. »

Le 28 avril 1945, Fiodor Tolboukhine, maréchal de l'Union soviétique, écrit dans son article sous-titré Gloire à la nation azerbaïdjanaise:

« L'Armée rouge doit à la nation azerbaïdjanaise et aux courageux pétroliers de Bakou de nombreuses victoires, pour la livraison à temps de carburant de qualité aux unités attaquantes. Les soldats de notre front sous Stalingrad, dans le Don et le Donbass, sur les rives du Dniepr et du Dniestr, à Belgrade, à Budapest et à Vienne se souviennent des pétroliers azerbaïdjanais avec gratitude et saluent les braves travailleurs de Bakou. »

## Effets de la guerre
Au total, environ 600 000 à 800 000 soldats azerbaïdjanais se sont battus pour l'Union soviétique. Cela représente environ un cinquième de la population totale en 1941. L'Azerbaïdjan avait besoin d'une main-d'œuvre importante pour faire fonctionner des machines et produire du pétrole pour l'offensive soviétique contre l'Axe. Au milieu de la guerre, les femmes et les personnes incapables de se battre constituaient une grande partie de la main-d'œuvre; en fait, les femmes représentaient à elles seules 33 % des employés travaillant dans les champs pétrolifères. Ce nombre a encore augmenté en 1944, alors qu'une plus grande partie de la population est allée au front — où les femmes représentaient 60% du personnel pétrolier, ainsi que les anciens combattants et les personnes âgées.
En février 1942, le Bureau central d'enquête effectue un recensement général du nombre de réfugiés internes ayant fui l'Azerbaïdjan vers le reste de l'URSS. Le recensement indique que 2 745 personnes au total ont été évacuées des raions de Zagatala, Beylagan, Imishli et Bilasuvar de la RSS d'Azerbaïdjan, dont 2 545 Juifs, 114 Russes, 65 Ukrainiens, 15 Polonais, ainsi que quelques Arméniens, Tatars, Moldaves, et Géorgiens. Le recensement de 1942 montre également le nombre de réfugiés arrivant dans les régions de Gorodskoy et Dzherjinski à Bakou avant février 1942. Ces réfugiés comprennent 387 Russes, 386 Juifs, 168 Ukrainiens, 73 Arméniens, 5 Géorgiens, 7 Azerbaïdjanais, 11 Polonais, 8 Tatars et une minorité de citoyens d'autres nations.

Timbres azerbaïdjanais à l'effigie de la Seconde Guerre mondiale
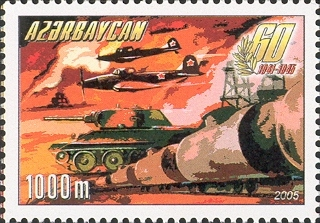
2005
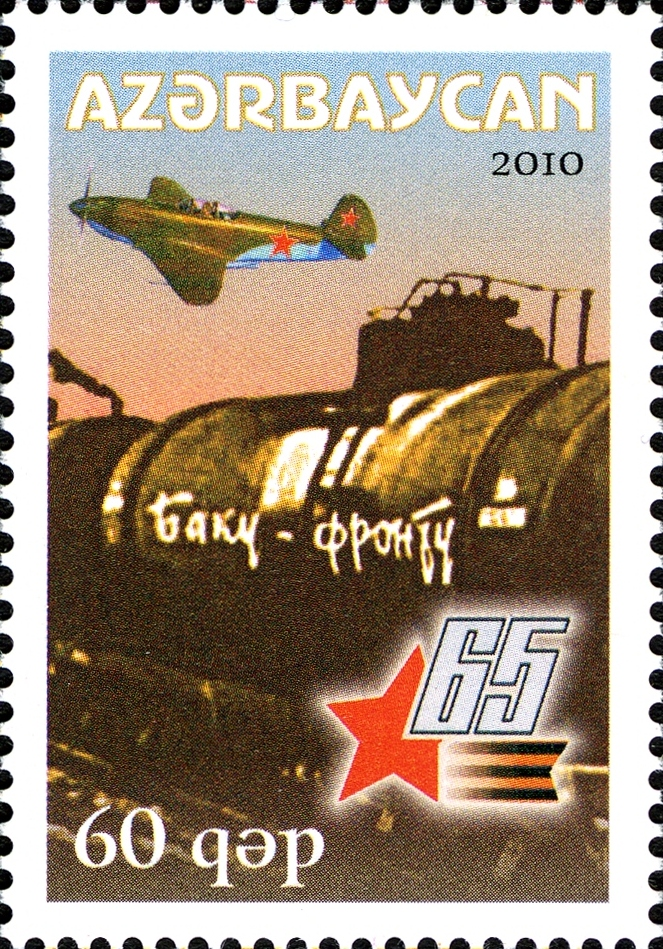
2010
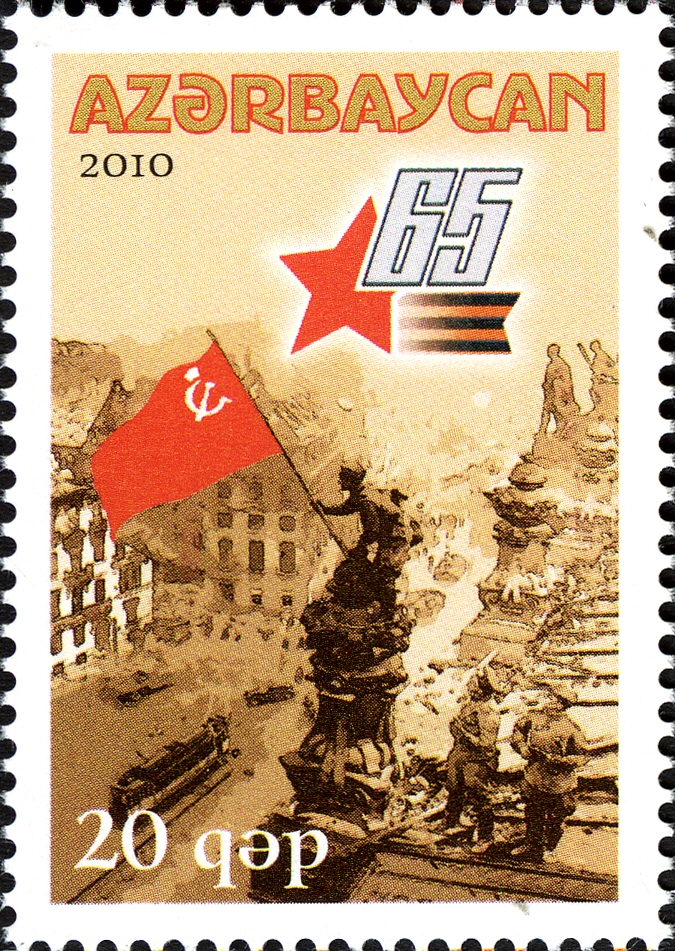
2010
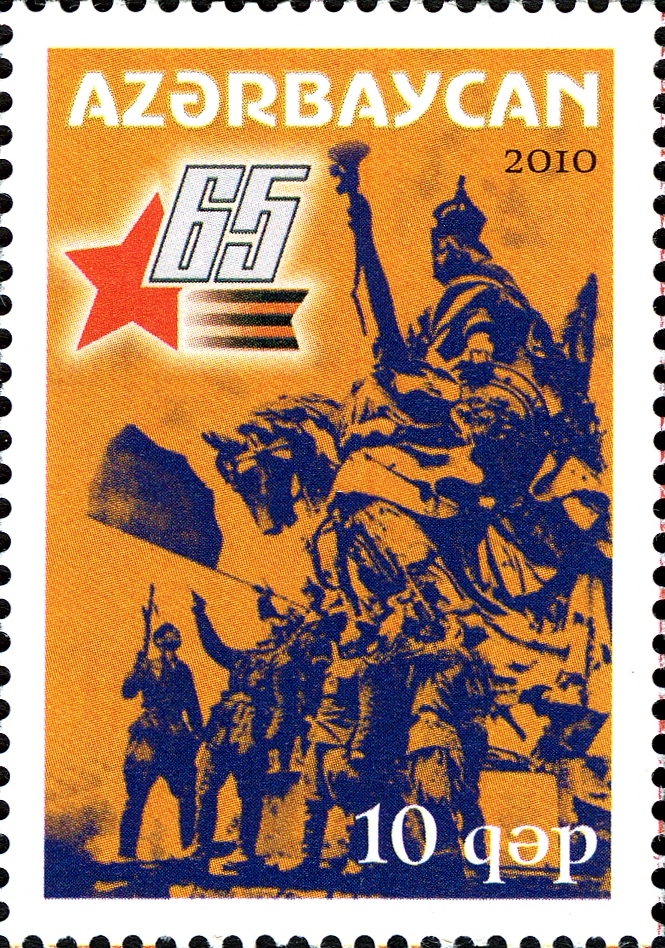
2010